# Gmina Lund (Szwecja)
Gmina Lund (szw. Lunds kommun) – gmina w Szwecji, w regionie Skania, z siedzibą w Lund.
Lund jest miastem uniwersyteckim. Co cztery lata studenci urządzają karnawał w maju.
Znajduje się tutaj również katedra (szw. Lunds domkyrka) z XII wieku z zegarem z 1425. W mieście jest też szpital uniwersytecki i katolicki kościół.
Pod względem zaludnienia Lund jest 12. gminą w Szwecji. Zamieszkuje ją 101 423 osób, z czego 50,64% to kobiety (51 365) i 49,36% to mężczyźni (50 058). W gminie zameldowanych jest 6953 cudzoziemców. Na każdy kilometr kwadratowy przypada 229 mieszkańców. Pod względem wielkości gmina zajmuje 190. miejsce.